# ایبیزلانژه
ایبیزلانژه (به هلندی: Biezelinge) یک منطقهٔ مسکونی در هلند است که در Kapelle واقع شده‌است. ایبیزلانژه ۱٬۶۰۵ نفر جمعیت دارد.